# مورغم الوسط (زيلايي)
مورغم الوسط (بالفارسية: مورغم وسطی) هي قرية تقع في إيران في قسم زیلایی الريفي. يقدر عدد سكانها بـ 52 نسمة بحسب إحصاء 2016.